# Ludwig Klipstein
Ludwig Karl Hermann Klipstein (* 23. April 1864 in Gedern; † 1954 in Murrhardt, Baden-Württemberg) war ein deutscher Sanitätsoffizier und Kreisarzt.

## Leben
Ludwig Klipstein war ein Sohn des Großherzoglich hessischen Oberförsters Karl Klipstein. Er studierte ab dem 30. März 1885 an der Medizinisch-Chirurgischen Akademie für das Militär in Berlin. 1886 wurde er Corpsschleifenträger des Pépinière-Corps Franconia. Am 5. Juni 1889 wurde er zum Dr. med. promoviert. Er schied am 30. September 1889 aus der Akademie aus und trat in die Preußische Armee.
Zum 1. Oktober 1889 wurde er als Unterarzt in das Infanterie-Regiment 16 kommandiert. 1891 kam er zum Fußartillerie-Regiment „General-Feldzeugmeister“ (Brandenburgisches) Nr. 3. Am 18. September 1891 wurde er zum Assistenzarzt I. Klasse befördert. Mit der Beförderung zum Stabsarzt am 19. Dezember 1896 kam er später zum Infanterie-Regiment 88. Am 29. Mai 1906 wurde er zum Oberstabsarzt befördert und war später als Regimentsarzt bei Infanterie-Regiment 87. 1914 war er als Generaloberarzt (Beförderung am 17. Februar 1914) Divisionsarzt bei der 17. Division in Schwerin. Bis Kriegsende wurde er noch zum Generalarzt befördert.
Nach dem Krieg war er ab 1920 Kreisarzt im Medizinalbezirk Gadebusch. Später wurde er Kreisarzt im Medizinalbezirk Wismar und vertrat in dieser Position auch vertretungsweise im Medizinalbezirk Grevesmühlen.
Ab 3. Juni 1899 war Klipstein verheiratet.
Er war ab 1921 Mitglied des Vereins für Mecklenburgische Geschichte und Altertumskunde. Noch als Corpsschleifenträger, vor 1930, wurde er von Franconia zum Ehrenmitglied gewählt. Später erhielt er das Band. In Franconias Bestandsaufnahme vom 1. März 1947 findet er sich nicht. Auch danach wurde er nie wieder erwähnt.